# Winfried Bausback
Pour les articles homonymes, voir Bausback.
Winfried Bausback, né le 22 octobre 1965 à Aschaffenbourg, est un homme politique allemand membre de l'Union chrétienne-sociale en Bavière (CSU).

## Biographie

### Jeunesses et études
Il adhère à la Junge Union (JU) en 1984 puis à la CSU en 1985. Cette même année, il obtient son baccalauréat à Aschaffenbourg. Il accomplit alors son service militaire obligatoire à Cassel puis Wolfhagen.
Il s'inscrit en octobre 1986 à l'université de Wurtzbourg où il suit un double cursus de droit d'un côté, d'histoire et philosophie de l'autre. Il obtient son premier diplôme juridique d'État en 1992. Après trois ans de stage, il passe le second avec succès.

### Vie professionnelle
Il commence à travailler en février 1995 comme assistant de recherche de la chaire universitaire de droit international, droit constitutionnel général et sciences politiques de l'université de Wurtzbourg. Il est promu assistant, puis assistant principal et réussit en 1997 son doctorat en droit.
En 2002, année de son élection au conseil municipal d'Aschaffenbourg, il obtient son habilitation à diriger des recherches. Il enseigne dans plusieurs universités bavaroises avant d'être titularisé en 2007 à l'université de Wuppertal comme professeur des universités de droit public et droit économique international.

### Député puis ministre
Pour les élections législatives régionales du 28 septembre 2008, il est investi par l'Union chrétienne-sociale dans la circonscription d'Aschaffenburg-West. À 42 ans, il est élu député au Landtag de Bavière. Il entre la même année au comité directeur de la CSU du district de Basse-Franconie. En 2009, il est élu président de la section du parti d'Aschaffenbourg.
Il est réélu au cours des élections du 15 septembre 2013. Le 10 octobre suivant, Winfried Bausback est nommé à 47 ans ministre de la Justice dans le second cabinet majoritaire du ministre-président chrétien-démocrate Horst Seehofer.

### Vie privée
Il est marié, père de trois enfants et de confession catholique romaine.